# Falkenbach
Falkenbach je njemački folk metal sastav. Njegov je osnivač te ujedno i jedini član Markus Tümmers (uglavnom poznat kao Vratyas Vakyas), Nijemac nordijskog porijekla s prebivalištem u Düsseldorfu. Falkenbach je osnovan 1989. godine. Vratyas izdaje prvi demo po imenu Havamal, obogaćen čistim folk metal zvukom, s 3 pjesme ograničen na samo 9 primjeraka. Nakon toga dolazi do stagnacije pošto se Vratyas Vakyas angažira u radu s grupom Crimson Gates koja se raspada 1994. Do tog razdolja Falkenbach je objavio 7 demouradaka od kojih je 6 poznato. Godine 1995. počinje snimanje debitanskog albuma Fireblade, no dolazi do tehničkih problema te je snimanje prekinuto i album nije objavljen. 
U prosincu iste godine počinje snimanje albuma ...en their medh riki fara...; album je dovršen u ožujku 1996. i pušten u prodaju. U razdoblju od 1998. do 2003. Falkenbach izdaje dva albuma; ...magni blandinn ok megintíri... i Ok nefna tysvar Ty. Četvrti album Heralding The Fireblade za zapravo je nanovo simljena verzija Firebladea s nekoliko dodanih pjesama. Tematiku Falkenbachovih tekstova čine paganizam, epske priče, narodne predaje i skandinavski mitovi. Tekstovi pjesama uglavnom su pisani engleskim, latinskim, staronordijskim i staronjemačkim jezikom. 

## Sastav

### Trenutna postava
- Vratyas Vakyas — gitara, klavijature, vokali (1995. - danas)

### Bivši članovi
- Hagalaz — gitara na Ok nefna tysvar Ty
- Tyrann — vokali na Ok nefna tysvar Ty
- Boltthorn — bubnjevi na Ok nefna tysvar Ty

## Diskografija
Studijski albumi
- ...en their medh riki fara... (1996.)
- ...magni blandinn ok megintíri... (1998.)
- Ok nefna tysvar Ty (2003.)
- Heralding - The Fireblade (2005.)
- Tiurida (2011.)
- Asa (2013.)

Demo uradci
- Havamal (1989.)
- Tanfana (1990.)
- Towards Solens Golden Light (1991.)
- Laeknishendr (1995.)
- Promo '95 (1995.)
- ...skínn af sverði sól valtíva... (1996.)

## Vanjske poveznice
- Falkenbach, službene stranice
- Napalm Records